# Clementine van Lamsweerde
Clémentine Ludovica Maria Josephina barones van Lamsweerde (Bussum, 26 maart 1924 - Amsterdam, 24 mei 2015) was een Nederlands kunstenares en journalist. Ze is een telg uit het geslacht Van Lamsweerde.
Ze werd geboren binnen het artistieke gezin van Clemens van Lamsweerde (kunstenaar, jurist) en Lou Dobbelmann. Haar broer Frans werd filmtekenaar en illustrator, haar broer Eugène jurist en beeldend kunstenaar en haar zus Nora eveneens beeldend kunstenaar. Haar dochter Inez van Lamsweerde is fotografe.
In 1958 maakte ze een wandschildering voor het 225-jarig bestaan van de Koninklijke Dobbelmann over de hygiëne in het leven van de vrouw (Dobbelmann maakte voornamelijk wasmiddelen). In 1960 verschenen van haar enkele illustraties bij de uitgave van de kinderpocket Het waaierverkoopstertje van Sevilla van Paul Jacques Bonzon. Een jaar later was ze samen met Godfried Bomans te zien in een televisieprogramma over Hans Christian Andersen. Daarna verschoof haar aandacht naar mode. Zo stelde ze in 1964 een tentoonstelling in voor het modehuis Gerzon, waarin ze de vrijmaking van de vrouw verbeeldde (van corset naar petticoat).. Ze deed in De Tijd verslag van diverse modeshows van modehuis Holthaus en Metz & Co, welke ze met tekeningen verduidelijkte. In de jaren daarna werkte ze deels ook in Parijs waar ze verslag deed van modeshows van Christian Dior en Yves Saint Laurent. In 1970 verscheen van haar een rechtbanktekening in De Tijd.
Ze bleef tot op late leeftijd schilderen. Ze was tot zijn overlijden de partner van dr. Karel Nijkerk (1928-2007) wiens boekencollectie na haar overlijden werd verkocht.